# 圣米伦足球俱乐部

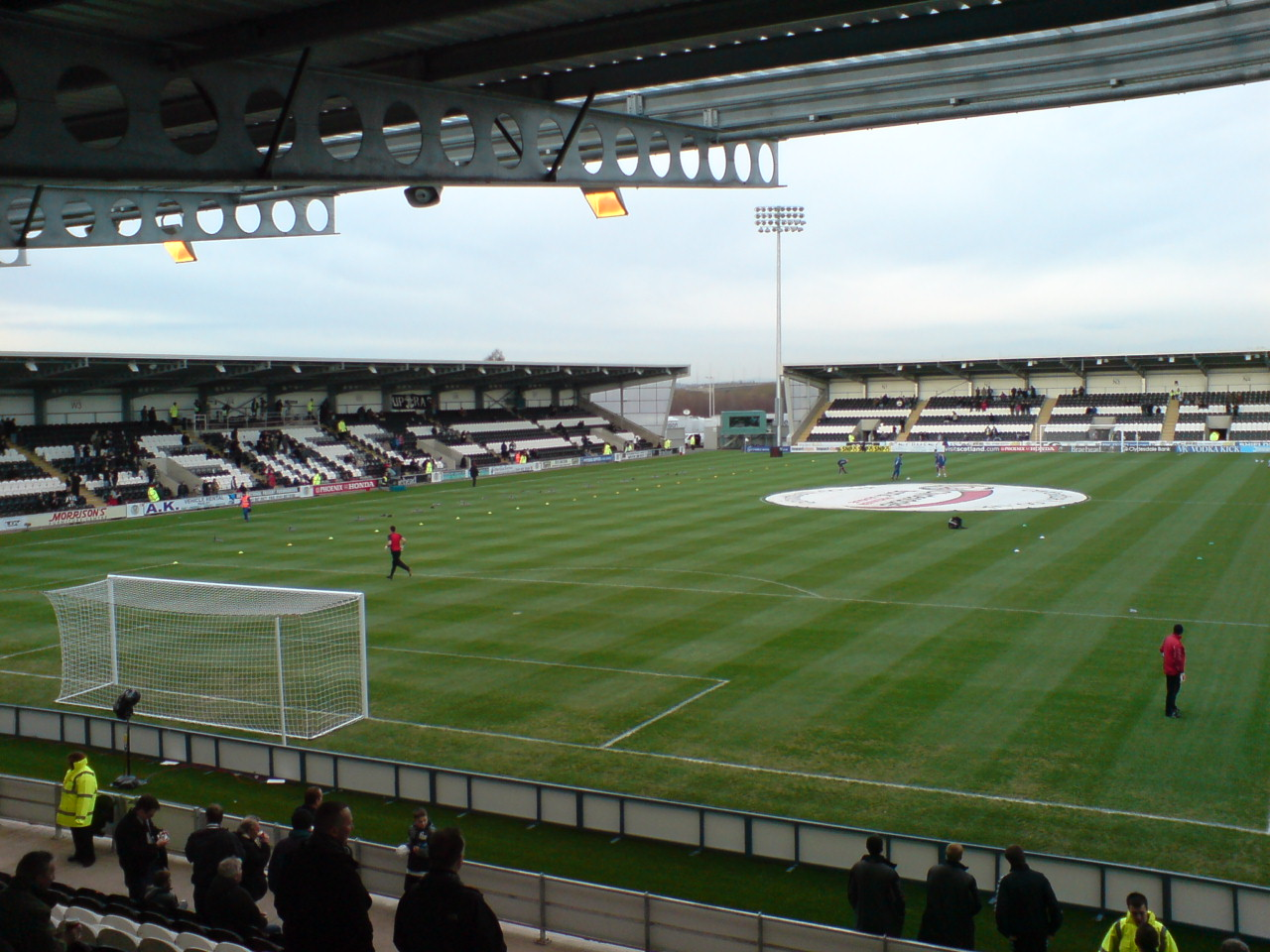
圣米伦公园球场

圣米伦足球俱乐部（英語：Saint Mirren Football Club），簡稱聖美倫是位於蘇格蘭西部倫弗魯郡佩斯利的足球俱乐部，蘇格蘭聯賽於1890年成立的十一支創始球隊之一（現存只餘五隊），綽號好朋友（The Buddies）或聖人（The Saints）。球隊的名字取自伯斯力的守護聖人愛爾蘭修士圣米伦（Saint Mirin），19世紀末期成立初期主要參與板球比賽，於1877年決定轉移參加剛發展的足球運動。穿著黑白直間球衣，鄰會是在本地最主要的敵對球隊。

## 主場球場
圣米伦公园球场（St. Mirren Park），亦被稱為劳芙街（Love Street），是位於蘇格蘭倫弗魯郡佩斯利（Paisley）的足球運動場，於1895年揭幕，圣米伦同年遷入，球場為全坐席，可容10,800名觀察。
「主看台」位於球場南方，但並非佔據全部長度，最大的「西看台」供作客球迷觀戰，「North Bank 看台」是主場忠心球迷的根據地，「東看台」或「Reid Kerr College 看台」是位於劳芙街新建的看台。
除用作足球比賽外，圣米伦公园亦是沙地摩托车（motorcycle speedway）的競賽場地。佩斯利雄獅摩托車隊（Paisley Lions）於1975年及1976年以此為基地參加全英沙地摩托車聯賽（British National League）。

## 球會榮譽
| 榮譽                    | 次數        | 年度                                |
| 聯 賽 比 賽             | 聯 賽 比 賽 | 聯 賽 比 賽                         |
| ----------------------- | ----------- | ----------------------------------- |
| 甲組聯賽《第二級》 冠軍 | 3           | 1976/77年、1999/2000年、2005/06年； |
| 乙組聯賽《第二級》 冠軍 | 1           | 1967/68年；                         |
| 杯 賽 比 賽             |             |                                     |
| 蘇格蘭杯 冠軍           | 3           | 1926年、1959年、1987年；            |
| 蘇格蘭聯賽盃 冠軍       | 1           | 2013年；                            |
| 聯賽挑戰杯 冠軍         | 1           | 2005年；                            |
| 英蘇盃 冠軍             | 1           | 1979/80年；                         |
| 勝利盃1 冠軍            | 1           | 1919年；                            |
| 夏日盃2 冠軍            | 1           | 1943年                              |

1：勝利盃（Victory Cup）是為慶祝第一次世界大戰結束而設立的盃賽，決賽以3-0擊敗奪標。1946年為慶祝第二次世界大戰結束再舉行一次。

2：夏日盃（Summer Cup）是在戰時舉行代替蘇格蘭杯的盃賽，決賽以1-0擊敗奪標。

## 著名球星
- Roy Aitken
- Jimmy Bone：曾於1980年代初效力香港流浪
- Ian Ferguson
- Tony Fitzpatrick
- 阿奇·格米尔（Archie Gemmill）
- 保罗·兰伯特（Paul Lambert）
- （Frank McAvennie）
- Frank McGarvey
- （Gordon McQueen）：曾於1980年代中效力香港精工
- Víctor Muñoz
- 麥柏倫
- Guðmundur Torfason
- Mark Yardley

## 外部連結
- 官方網站
- 資料庫（页面存档备份，存于）
- 黑白軍團（页面存档备份，存于）